# Majayjay
Majayjay é um município de  quarta classe de renda municipal (d) na província Laguna, nas Filipinas. De acordo com o censo de 1 de maio  de  2020 possui uma população de 27 893 pessoas e 7 026 domicílios.